# Trichodamon
Trichodamon är ett släkte av spindeldjur. Trichodamon ingår i familjen Phrynichidae.
Kladogram enligt Catalogue of Life:
| Trichodamon | \| \| Trichodamon froesi \| \| \| \| \| \| Trichodamon princeps \| \| \| \| |
|             | \| \| Trichodamon froesi \| \| \| \| \| \| Trichodamon princeps \| \| \| \| |
|             | Damon                                                                       |
|             |                                                                             |
|             | Euphrynichus                                                                |
|             |                                                                             |
|             | Musicodamon                                                                 |
|             |                                                                             |
|             | Phrynichodamon                                                              |
|             |                                                                             |
|             | Phrynichus                                                                  |
|             |                                                                             |
|             | Xerophrynus                                                                 |
|             |                                                                             |
|             | Trichodamon froesi                                                          |
|             |                                                                             |
|             | Trichodamon princeps                                                        |
|             |                                                                             |

|  | Trichodamon froesi   |
|  |                      |
|  | Trichodamon princeps |
|  |                      |